# Nezumia obliquata
Nezumia obliquata és una espècie de peix de la família dels macrúrids i de l'ordre dels gadiformes.

## Morfologia
- Els mascles poden assolir 39,8 cm de llargària total.[6][7]

## Hàbitat
És un peix d'aigües profundes que viu entre 799-1400 m de fondària.

## Distribució geogràfica
Es troba a la costa est de Kauai (Illes Hawaii).